# Адміністративний устрій Підгаєцького району
Адміністративний устрій Підгаєцького району — адміністративно-територіальний поділ Підгаєцького району Тернопільської області на 1 міську та 21 сільську раду, які об'єднують 37 населених пунктів та підпорядковані Підгаєцькій районній раді. Адміністративний центр — місто Підгайці.

## Список радПідгаєцького району
| №  | Назва                        | Центр          | Населені пункти                              | Площа км² | Місце за площею | Населення (2001), осіб | Місце за населенням |
| -- | ---------------------------- | -------------- | -------------------------------------------- | --------- | --------------- | ---------------------- | ------------------- |
| 1  | Підгаєцька міська рада       | м. Підгайці    | м. Підгайці                                  | 3,14      |                 | 3203                   | 1                   |
| 2  | Білокриницька сільська рада  | с. Білокриниця | с. Білокриниця                               | 18,722    |                 | 605                    | 16                  |
| 3  | Боківська сільська рада      | с. Боків       | с. Боків                                     | 16,113    |                 | 462                    | 18                  |
| 4  | Бронгалівська сільська рада  | с. Бронгалівка | с. Бронгалівка с. Вага с. Михайлівка         | 19,330    |                 | 441                    | 19                  |
| 5  | Вербівська сільська рада     | с. Вербів      | с. Вербів                                    | 25,657    |                 | 968                    | 11                  |
| 6  | Галицька сільська рада       | с. Галич       | с. Галич                                     | 5,853     |                 | 566                    | 17                  |
| 7  | Гнильченська сільська рада   | с. Гнильче     | с. Гнильче с. Пановичі с. Червень            | 35,366    |                 | 932                    | 12                  |
| 8  | Голгочанська сільська рада   | с. Голгоча     | с. Голгоча с. Волиця                         | 42,535    |                 | 2392                   | 2                   |
| 9  | Завалівська сільська рада    | с. Завалів     | с. Завалів с. Заставче с. Затурин с. Середнє | 38,769    |                 | 1199                   | 7                   |
| 10 | Лисецька сільська рада       | с. Лиса        | с. Лиса                                      |           |                 | 363                    | 21                  |
| 11 | Литвинівська сільська рада   | с. Литвинів    | с. Литвинів с. Рудники с. Старий Литвинів    | 35,565    |                 | 1219                   | 6                   |
| 12 | Мирненська сільська рада     | с. Мирне       | с. Мирне                                     | 17,057    |                 | 657                    | 14                  |
| 13 | Мозолівська сільська рада    | с. Мозолівка   | с. Мозолівка                                 | 14,360    |                 | 182                    | 22                  |
| 14 | Мужилівська сільська рада    | с. Мужилів     | с. Мужилів                                   | 35,940    |                 | 1504                   | 4                   |
| 15 | Новосілківська сільська рада | с. Новосілка   | с. Новосілка                                 | 32,100    |                 | 1185                   | 10                  |
| 16 | Носівська сільська рада      | с. Носів       | с. Носів                                     | 26,288    |                 | 692                    | 13                  |
| 17 | Поплавська сільська рада     | с. Поплави     | с. Поплави с. Сонячне с. Степове             | 23,920    |                 | 634                    | 15                  |
| 18 | Сільцівська сільська рада    | с. Сільце      | с. Сільце                                    | 17,679    |                 | 1194                   | 9                   |
| 19 | Староміська сільська рада    | с. Старе Місто | с. Старе Місто с. Голендра с. Загайці        | 29,961    |                 | 1655                   | 3                   |
| 20 | Угринівська сільська рада    | с. Угринів     | с. Угринів с. Яблунівка                      | 24,366    |                 | 1297                   | 5                   |
| 21 | Шумлянська сільська рада     | с. Шумляни     | с. Шумляни                                   | 22,006    |                 | 1196                   | 8                   |
| 22 | Юстинівська сільська рада    | с. Юстинівка   | с. Юстинівка                                 | 12,553    |                 | 367                    | 20                  |

* Примітки: м. — місто, с-ще — селище, смт — селище міського типу, с. — село